# Djurgårdens IF Fotboll 1986
Djurgårdens herrlag i fotboll, tävlade under säsongen 1986 i Allsvenskan och Svenska cupen. Efter kvalvinsten mot Gais året innan gick man in i säsongen med en kaxig approach där begreppet Stockholms Stolthet lanserades för första gången (skrivet stort på matchtröjans rygg) och flera nyförvärv. Men man åkte ur och degraderades till Division 1 Norra 1987. 

## Truppen

### Ledare
| Nat     | Tränare          | Position           | Ålder                    | I DIF sedan                                 | Kom från          |
| ------- | ---------------- | ------------------ | ------------------------ | ------------------------------------------- | ----------------- |
| Sverige | Björn Westerberg | Huvudtränare       | 10 februari 1945 (41 år) | 1985                                        | IFK Göteborg      |
| Sverige | Tommy Söderberg  | Biträdande tränare | 19 augusti 1948 (37 år)  | 1986                                        | IF Brommapojkarna |
| Sverige | Björn Alkeby     | Målvaktstränare    | 17 juli 1952 (33 år)     | 1971-1982 (som spelare), 1983 (som tränare) | Djurgårdens IF    |
| Sverige | Gösta Sandberg   | Lagledare          | 6 augusti 1932 (53 år)   | 1951-1966, 1967-1971, 1979                  | IF Brommapojkarna |
| Sverige | Björn Engström   | Läkare             |                          | 1986                                        | IF Brommapojkarna |
| Sverige | Roger Jonsson    | Massör             |                          | 1985                                        |                   |
| Sverige | Stig Annerhög    | Materialförvaltare |                          | 1968, 1976 (som materialförvaltare)         |                   |
| Sverige | Torbjörn Waax    | Materialförvaltare |                          |                                             |                   |

### Spelare
| Nr | Nat     | Spelare           | Position    | Ålder                     | Längd  | Vikt  | Yrke             | I DIF sedan                 | Kom från             | Moderklubb        |
| -- | ------- | ----------------- | ----------- | ------------------------- | ------ | ----- | ---------------- | --------------------------- | -------------------- | ----------------- |
| 1  | Sverige | Joacim Sjöström   | Målvakt     | 31 augusti 1964 (21 år)   | 192 cm | 87 kg | Studerande       | 1983                        | Djurgårdens juniorer | Djurgårdens IF    |
| 15 | Sverige | Leif Lövegaard    | Målvakt     | 30 april 1963 (22 år)     | 184 cm | 83 kg | Industriarbetare | 1983                        | IFK Österåker        | IFK Österåker     |
| 2  | Sverige | Stefan Svensson   | Back        | 18 januari 1958 (28 år)   | 179 cm | 73 kg | Projektledare    | 1983                        | IFK Västerås         | IFK Västerås      |
| 3  | Sverige | Kjell Grankvist   | Back        | 29 juni 1960 (25 år)      | 190 cm | 85 kg | Tjänsteman       | 1986                        | Enskede IK           | Hammarby IF       |
| 4  | Sverige | Ulf Lundberg      | Back        | 6 november 1955 (30 år)   | 190 cm | 86 kg | Polis            | 1981                        | IFK Sundsvall        | IFK Sundsvall     |
| 6  | Sverige | Leif Nilsson      | Mittfältare | 10 juli 1963 (22 år)      | 185 cm | 75 kg | Banktjänsteman   | 1983                        | Hudiksvalls ABK      | Hudiksvalls ABK   |
| 13 | Sverige | Roger Casslind    | Back        | 9 februari 1958 (28 år)   | 175 cm | 75 kg | Kontorist        | 1979                        | Djurgårdens juniorer | Farsta AIK        |
| 14 | Sverige | Vito Knezevic     | Back        | 25 januari 1956 (30 år)   | 179 cm | 70 kg | Representant     | 1977                        | Norrby IF            | Norrby IF         |
| 17 | England | Gary Williams     | Back        | 14 maj 1959 (26 år)       | 182 cm | 75 kg | Fotbollsspelare  | 1986* (och 1978-1980, 1985) | Tranmere Rovers      | Tranmere Rovers   |
| 22 | Sverige | Stephan Kullberg  | Back        | 10 januari 1959 (27 år)   | 180 cm | 74 kg | Banktjänsteman   | 1986                        | IFK Göteborg         | Mönsterås GoIF    |
|    | Sverige | Patrik Eklöf      | Back        | 1 maj 1969 (16 år)        | 178 cm | 78 kg | Student          | 1986                        | Djurgårdens juniorer | Djurgårdens IF    |
| 5  | Sverige | Stefan Rehn       | Mittfältare | 22 september 1966 (19 år) | 178 cm | 72 kg | Målare           | 1984                        | Sundbybergs IK       | Sundbybergs IK    |
| 7  | Sverige | Sören Börjesson   | Mittfältare | 14 mars 1956 (30 år)      | 189 cm | 82 kg | Studerande       | 1986                        | Örgryte IS           | Örgryte IS        |
| 8  | Sverige | Svante Mjörne     | Mittfältare | 13 mars 1958 (28 år)      | 183 cm | 70 kg | Civilingenjör    | 1983                        | Essinge IK           | IFK Västerås      |
| 9  | Sverige | Stefan Rexin      | Mittfältare | 29 juni 1957 (28 år)      | 183 cm | 74 kg | Tjänsteman       | 1985                        | Nyköpings BIS        | Nyköpings BIS     |
| 10 | Sverige | Lars Sandberg     | Mittfältare | 25 juni 1957 (28 år)      | 183 cm | 76 kg | Fritidsledare    | 1980                        | IF Brommapojkarna    | IF Brommapojkarna |
| 11 | Sverige | Glenn Schiller    | Mittfältare | 28 mars 1960 (26 år)      | 181 cm | 75 kg | Konsulent        | 1986                        | IFK Göteborg         | IFK Göteborg      |
| 17 | Sverige | Anders Byrén      | Mittfältare | 23 november 1965 (20 år)  | 177 cm | 76 kg | Värnpliktig      | 1985                        | Sundbybergs IK       | Sundbybergs IK    |
| 18 | Sverige | Björn Schönbeck   | Mittfältare | 9 mars 1966 (20 år)       | 174 cm | 71 kg | Studerande       | 1984                        | IFK Lidingö          | IFK Lidingö       |
| 19 | Sverige | Jonny Wendt       | Mittfältare | 8 maj 1965 (20 år)        | 178 cm | 74 kg | Kontorist        | 1985                        | Djurgårdens juniorer | Djurgårdens IF    |
| 21 | Sverige | Johan Westman     | Mittfältare | 12 mars 1965 (21 år)      | 185 cm | 77 kg | Studerande       | 1986                        | Djurgårdens juniorer | Djurgårdens IF    |
| 20 | Sverige | Glenn Myrthil     | Anfallare   | 2 augusti 1964 (21 år)    | 180 cm | 75 kg | Servicetekniker  | 1984                        | Bromstens IK         | Bromstens IK      |
| 12 | Sverige | Thomas Sunesson   | Anfallare   | 12 januari 1959 (27 år)   | 187 cm | 80 kg | Studerande       | 1986                        | FC Lausanne-Sport    | Mönsterås GoIF    |
| 16 | Sverige | Stefan Hermansson | Anfallare   | 3 juni 1961 (24 år)       | 177 cm | 70 kg | Studerande       | 1986                        | Trelleborgs FF       | Skeppshults BK    |
| 18 | England | Brian McDermott   | Anfallare   | 8 april 1961 (24 år)      | 173 cm |       | Fotbollsspelare  | 1986*                       | Arsenal FC           | Arsenal FC        |
| 23 | Sverige | Pär Millqvist     | Anfallare   | 24 maj 1967 (18 år)       | 186 cm | 76 kg | Reservdelsman    | 1986                        | Djurgårdens juniorer | Råsunda IS        |

## Matcher

### Allsvenskan
Tabellrad: plats 12 – 22 7  1  14   23-43   15p  (-20)
| Omgång | Datum               | Motståndare    | H/B | Resultat | Målskyttar                               | Publik | Placering |
| ------ | ------------------- | -------------- | --- | -------- | ---------------------------------------- | ------ | --------- |
| 1      | Lördag 19 april     | Kalmar FF      | H   | 2-1      | Sunesson 19', Erlandsson 62'             | 5.349  | 5         |
| 2      | Söndag 27 april     | IF Elfsborg    | B   | 0-4      |                                          | 3.737  | 8         |
| 3      | Måndag 5 maj        | Hammarby IF    | H   | 1-3      | Sunesson 87'                             | 14.424 | 12        |
| 4      | Söndag 11 maj       | Örgryte IS     | B   | 1-0      | Myrthil 42'                              | 4.837  | 6         |
| 5      | Måndag 19 maj       | IFK Göteborg   | H   | 0-4      |                                          | 12.767 | 8         |
| 6      | Torsdag 22 maj      | AIK FF         | B   | 2-3      | Rehn 38', Kullberg 88'                   | 12.171 | 10        |
| 7      | Söndag 25 maj       | Östers IF      | B   | 1-3      | Rehn 25'                                 | 2.324  | 12        |
| 8      | Onsdag 28 maj       | Halmstads BK   | H   | 0-0      |                                          | 3.218  | 12        |
| 9      | Onsdag 4 juni       | IK Brage       | B   | 1-0      | Myrthil 4'                               | 2.979  | 11        |
| 10     | Onsdag 11 juni      | IFK Norrköping | H   | 3-1      | McDermott 12', Börjesson 21', Rehn 74'   | 4.132  | 8         |
| 11     | Onsdag 18 juni      | Malmö FF       | B   | 0-2      |                                          | 3.329  | 11        |
| 12     | Onsdag 16 juli      | Malmö FF       | H   | 0-3      |                                          | 5.585  | 11        |
| 13     | Söndag 20 juli      | IK Brage       | H   | 0-1      |                                          | 2.824  | 12        |
| 14     | Söndag 3 augusti    | IFK Norrköping | B   | 0-4      |                                          | 4.629  | 12        |
| 15     | Måndag 11 augusti   | AIK FF         | H   | 0-2      |                                          | 10.807 | 12        |
| 16     | Söndag 17 augusti   | IFK Göteborg   | B   | 0-3      |                                          | 5.568  | 12        |
| 17     | Söndag 24 augusti   | Östers IF      | H   | 3-1      | Rehn (2) 46' (straff), 90', Williams 65' | 2.568  | 12        |
| 18     | Söndag 31 augusti   | Halmstads BK   | B   | 0-1      |                                          | 3.472  | 12        |
| 19     | Onsdag 17 september | Hammarby IF    | B   | 2-0      | McDermott 17', Börjesson 74'             | 6.637  | 12        |
| 20     | Söndag 21 september | Örgryte IS     | H   | 3-4      | Börjesson (2) 63', 90', Mjörne 23'       | 2.339  | 12        |
| 21     | Lördag 27 september | Kalmar FF      | B   | 1-3      | Mjörne 44'                               | 578    | 12        |
| 22     | Söndag 5 oktober    | IF Elfsborg    | H   | 3-0      | Myrthil 16', Börjesson 46', Rehn 48'     | 468    | 12        |

### Svenska cupen 1986/87
| Omgång         | Datum                  | Motståndare     | H / B | Resultat | Målskyttar                                 | Publik | Arena        |
| -------------- | ---------------------- | --------------- | ----- | -------- | ------------------------------------------ | ------ | ------------ |
| 5              | Söndag 27 juli 1986    | Sandvikens IF   | B     | 3-0      | Börjesson 13', McDermott 46', Williams 71' | 820    | Jernvallen   |
| 6              | Onsdag 13 augusti 1986 | Spårvägens GoIF | B     | 2-0      | McDermott 16', Millqvist 60'               |        | Sätra IP     |
| Åttondelsfinal | Onsdag 27 augusti 1986 | IFK Holmsund    | B     | 2-5      | Börjesson (2)                              | 2 248  | Kamratvallen |

### Träningsmatcher
| Datum | Motståndare | H / B | Resultat | Målskyttar | Publik | Noteringar |
| ----- | ----------- | ----- | -------- | ---------- | ------ | ---------- |

## Statistik

### Avser Allsvenskan
| Spelare           | Matcher | Mål |
| ----------------- | ------- | --- |
| Stefan Rehn       | 22      | 6   |
| Sören Börjesson   | 22      | 5   |
| Glenn Myrthil     | 16      | 3   |
| Thomas Sunesson   | 10      | 2   |
| Brian McDermott   | 12      | 2   |
| Svante Mjörne     | 12      | 2   |
| Stefan Hermansson | 13      | 1   |
| Gary Williams     | 14      | 1   |
| Stephan Kullberg  | 22      | 1   |
| Joacim Sjöström   | 21      | 0   |
| Leif Nilsson      | 20      | 0   |
| Kjell Granqvist   | 15      | 0   |
| Lars Sandberg     | 11      | 0   |
| Vito Knezevic     | 10      | 0   |
| Roger Casslind    | 10      | 0   |
| Pär Millqvist     | 9       | 0   |
| Glenn Schiller    | 8       | 0   |
| Stefan Svensson   | 7       | 0   |
| Patrik Eklöf      | 5       | 0   |
| Ulf Lundberg      | 4       | 0   |
| Leif Lövegaard    | 1       | 0   |
| Peter Mörk        | 1       | 0   |
| Kimmo Rohlin      | 1       | 0   |

## Truppförändringar

### Spelare/ledare in
Inför/under säsongen 1986:
| Nr | Namn              | Från                 | Position    | Notering                      |
| -- | ----------------- | -------------------- | ----------- | ----------------------------- |
| 22 | Stephan Kullberg  | IFK Göteborg         | Back        |                               |
| 11 | Glenn Schiller    | IFK Göteborg         | Mittfältare |                               |
| 12 | Thomas Sunesson   | FC Lausanne-Sport    | Anfallare   |                               |
| 3  | Kjell Grankvist   | Hammarby IF          | Back        |                               |
| 7  | Sören Börjesson   | Örgryte IS           | Mittfältare |                               |
| 16 | Stefan Hermansson | Trelleborgs FF       | Anfallare   |                               |
| 23 | Pär Millqvist     | Djurgårdens juniorer | Anfallare   |                               |
| 21 | Johan Westman     | Djurgårdens juniorer | Mittfältare |                               |
|    | Patrik Eklöf      | Djurgårdens juniorer | Back        |                               |
| 24 | Brian McDermott   | Arsenal FC           | Anfallare   |                               |
| 17 | Gary Williams     | Tranmere Rovers      | Back        | Återvände under säsongen 1986 |

### Spelare/ledare ut (urval)
Inför/under säsongen 1986:
| Nr | Namn              | Till            | Position    | Notering                    |
| -- | ----------------- | --------------- | ----------- | --------------------------- |
| 22 | Teddy Sheringham  | Millwall FC     | Anfallare   | Åter från lån               |
|    | Gary Williams     | Tranmere Rovers | Back        | Lämnade efter säsongen 1985 |
| 2  | Kenneth Johansson | Okänt           | Back        |                             |
| 3  | Lennart Lundin    | Okänt           | Mittfältare |                             |
| 9  | Mats Jansson      | Okänt           | Mittfältare |                             |
| 11 | Per Eriksson      | Okänt           | Anfallare   |                             |

## Föreningen

### Spelartröjor
- Tillverkare: Adidas
- Huvudsponsor: Året Runt
- Hemmatröja: Blårandig
- Spelarnamn: Nej